# Breviceps mossambicus
Breviceps mossambicus é uma espécie de anfíbio da família Microhylidae.
Pode ser encontrada nos seguintes países: Botswana, República Democrática do Congo, Malawi, Moçambique, África do Sul, Essuatíni, Tanzânia, Zâmbia, Zimbabwe e possivelmente em Lesoto.
Os seus habitats naturais são: savanas áridas, savanas húmidas, matagal de clima temperado, matagal árido tropical ou subtropical, campos de gramíneas de clima temperado, campos de gramíneas subtropicais ou tropicais secos de baixa altitude, campos de altitude subtropicais ou tropicais, terras aráveis, pastagens e jardins rurais.